# Saxonia Inferioară
Saxonia Inferioară sau, mai rar, Saxonia de Jos (în germană Niedersachsen) este un land în nord-vestul Germaniei, al doilea din Germania ca suprafață și al patrulea ca populație. Capitala landului este orașul Hanovra (germană Hannover). Mai mult, Hanovra are reputația de a avea cea mai clară formă de Hochdeutsch (i.e. germană standard/literară) vorbită în Germania. Denumirea de „Saxonia Inferioară” se explică sau are legătură cu altitudinea predominantă a landului care este una relativ joasă, forma majoră de relief fiind cea de câmpie.
Saxonia Inferioară înconjoară complet landul mai mic (orașul-stat) Brema (germană Bremen), care pe harta de mai jos apare doar ca o pată albă sau ca o enclavă administrativă incoloră.

## Districte

### Districte rurale (Landkreis)
| | | |
| 1. Ammerland (WST) 2. Aurich (AUR) 3. Grafschaft Bentheim (NOH) 4. Celle (CE) 5. Cloppenburg (CLP) 6. Cuxhaven (CUX) 7. Diepholz (DH) 8. Emsland (EL) 9. Friesland (FRI) 10. Gifhorn (GF) 11. Goslar (GS) 12. Göttingen (district) (GÖ) 13. Hameln-Pyrmont (HM) | 1. Regiunea Hanovra (H) 2. Harburg (WL) 3. Helmstedt (HE) 4. Hildesheim (HI) 5. Holzminden (HOL) 6. Leer (LER) 7. Lüchow-Dannenberg (DAN) 8. Lüneburg (LG) 9. Nienburg (Weser) (NI) 10. Northeim (NOM) 11. Oldenburg (OL) 12. Osnabrück (OS) 13. Osterholz (OHZ) | 1. Osterode am Harz (OHA) 2. Peine (PE) 3. Rotenburg (ROW) 4. Schaumburg (SHG) 5. Soltau-Fallingbostel (SFA) 6. Stade (STD) 7. Uelzen (UE) 8. Vechta (VEC) 9. Verden (VER) 10. Wesermarsch (BRA) 11. Wittmund (WTM) 12. Wolfenbüttel (WF) |

### Districte urbane (kreisfreie Stadt), orașe care nu țin de vreun district rural
1. Braunschweig
2. Delmenhorst
3. Emden
4. Oldenburg
5. Osnabrück
6. Salzgitter
7. Wilhelmshaven
8. Wolfsburg